# デジタル式映画撮影
デジタル式映画撮影（でじたるしきえいがさつえい、英語: Digital cinematography）とは、映画の撮影の段階で従来の銀塩式フィルムを使用せずに、光を電気信号に変換する撮像素子を使用して磁気テープやハードディスク等の記録媒体に記録する撮影である。
1990年代から部分的に使用されてきたが、スター・ウォーズシリーズ『スター・ウォーズエピソード2/クローンの攻撃』から全編がデジタルで撮影されるようになった。VFXとの親和性も良く、従来のように無駄なフィルムが無く、撮影現場で映像の確認ができる利点も評価され、映画撮影の主流となりつつある。従来、フィルム式の機材を供給していたアーノルド&リヒターやパナビジョンもデジタル化の波に乗るべく参入しており、新規参入のレッド・デジタル・シネマカメラ・カンパニーやシリコン・イメージング、放送用の機材を供給していたソニーやパナソニックも参入している。
デジタルと従来のフィルム式の恩恵に関する議論はまだ続いており、
日本に比べ資金面で余裕のあるハリウッドのメジャー映画においても近年ではデジタル撮影の方が圧倒的に主流であるが、最新のIMAX 70mmフィルムで撮影される作品も増えている。
一方、長期保存に関してはデジタルジレンマが避けられず、保存環境を整えて静置しておくだけのフィルムに比べ、データ消失のリスクや圧倒的な高コストが問題となりつつある。

## 歴史
1980年代末、コロンビア映画を買収したソニーは高品位テレビの技術を応用した"電子映画"の概念を打ち立てた。この努力は非常に限定的なものに留まった。1998年、CCDにより1440 × 1080画素のデジタルビデオ映像が得られるHDCAMレコーダーの投入により新たな"デジタル映画"の概念が打ち立てられ、市場に足がかりを築いた。
2002年、スター・ウォーズシリーズ『スター・ウォーズエピソード2』は巨額の予算で最初の全シーンをソニーのHDW-F900カメラで毎秒24フレームの高品位デジタルビデオで撮影した作品になった。
ハリウッドシステムの外部の低予算の作品では既に全シーンをデジタルカメラで撮影する方法は浸透しつつありデジタル映画革命は進行していた。1990年代半ばにソニーのDVフォーマットのDCR-VX1000が市場に投入されたが、このDVはこれまでのアナログ式よりも編集時に映像が劣化することがなく、コストパフォーマンスが格段に優れていた。それでもまだ画質はフィルム式には及ばなかったが、これらのDVカムコーダーはパソコンのノンリニア編集と組み合わせることで予算の十分でない製作者達に映像製作の低廉化と新たな可能性をもたらすこととなった。
現在、デジタルカメラはソニー、パナソニック、JVC、キヤノンから生産消費者（アルビン・トフラーの『第3の波』に出てくる生産活動を行うアマチュア）向けに高品位ビデオカメラが1万ドル以下で供給されている。上位機種ではデジタルシネマに特化したカメラが供給される。
デジタルシネマ専用カメラはソニー、パナソニックの他にアーノルド&リヒター（独）、 パナビジョン（米）、 Grass Valley（米）とレッド・デジタル・シネマカメラ・カンパニー（米）から供給されており解像度とダイナミックレンジ等の特性がテレビ放送用よりも銀塩フィルムに近くなっている。

### デジタル式の比較
| フォーマット         | ビット     | 分解能                         | クロマ サンプリング            | ビットレート      | GOP構造     | アルゴリズムの形式  |
| -------------------- | ---------- | ------------------------------ | ------------------------------ | ----------------- | ----------- | ------------------- |
| DV                   | 8 bit      | 720×480 (NTSC) / 720×576 (PAL) | 4:1:1 or 4:2:0                 | 25 Mbit/s         | Intra Flame | DCT (lossy)         |
| DVCPRO50             | 8 bit      | 720×480 (NTSC) / 720×576 (PAL) | 4:2:2                          | 50 Mbit/s         | Intra Flame | DCT (lossy)         |
| DVCPRO HD            | 8 bit      | 960×720, 1280×1080             | 2.7:1.3:1.3(4:2:2) not Full HD | 100 Mbit/s        | Intra Flame | DCT (lossy)         |
| AVCHD                | 8 bit      | 1920x1080,1440x1080,1280x720   | 4:2:0                          | 12-24 Mbit/s      | Long GOP    | MPEG4 AVC (lossy)   |
| AVC Intra            | 10 bit     | 1920x1080,1440x1080,1280x720   | 4:2:2                          | 50 or 100 Mbit/s  | Intra Flame | MPEG4 AVC (lossy)   |
| HDV                  | 8 bit      | 1280×720 or 1440×1080          | 4:2:0                          | 19-25 Mbit/s      | Long GOP    | MPEG2 (lossy)       |
| HDCAM                | 8 bit      | 1440×1080                      | 3:1:1                          | 144 Mbit/s        | Intra Flame | DCT (lossy)         |
| HDCAM SR             | 10 bit     | 1920×1080                      | 4:2:2 or 4:4:4                 | 440 or 880 Mbit/s | Intra Flame | MPEG4 Video (lossy) |
| CineForm RAW (SI-2K) | 10 bit Log | 2048×1152                      | Raw Bayer                      | 100-140 Mbit/s    | Intra Flame | Wavelet (lossy)     |
| REDCODE RAW          | 12 bit     | 4096×2304                      | Raw Bayer                      | 220 Mbit/s        | Intra Flame | Wavelet (lossy)     |